# 三星Galaxy A22 5G
三星Galaxy A22 5G是三星电子作为Galaxy A系列的低檔次Android智能手机。该手机于2021年6月24日首次上市。手机配备了三重后置摄像头和90Hz显示屏。